# Rob Woodall
William Robert Woodall III (nascido em 11 de fevereiro de 1970)  é um político dos Estados Unidos, representante do 7 º distrito congressional da Geórgia no Congresso. Antes de ser eleito para o congresso, ele era o Chefe de Gabinete do congressista John Linder (R-GA). Ele trabalhou para Linder entre 1994 a 2010.

## Início de vida, educação e carreira
Woodall nasceu em Athens, na Geórgia. Ele estudou em escolas públicas e em escolas privadas no ensino médio, e graduou- HS Marista em 1988. Ele freqüentou a Universidade Furman seguido pelo curso de direito na Universidade da Geórgia. Enquanto freqüentava a faculdade de direito, ele passava os verões trabalhando em Washington, D.C. em um escritório de advocacia. Ele abandonou a faculdade de Direito após o verão de 1994 para trabalhar para o representante John Linder. Rob depois terminou a faculdade de direito em 1998. Woodall reside em Lawrenceville.

## Câmara dos representantes
Ele concorreu na primária republicana  contra Jody Hice, ganhando com cerca de 56% dos votos. Ele enfrentou o democrata Doug Heckman na eleição 2010 geral. Em 2 de novembro de 2010, Woodall derrotou Heckman e ganhou a eleição.

### Comitês
- Orçamento[8]